# Balta (huyện)
Huyện Balta (tiếng Ukraina: Балтський район, chuyển tự: Baltas'kyi raion) là một huyện của tỉnh Odessa thuộc Ukraina. Huyện Balta có diện tích 1317 kilômét vuông, dân số theo điều tra dân số ngày 5 tháng 12 năm 2001 là 48697 người với mật độ 37 người/km2. Trung tâm huyện nằm ở Balta.